# Castellar del Vallès
Castellar del Vallès est une commune de la province de Barcelone, en Catalogne, en Espagne, de la comarque de Vallès Occidental

## Toponymie
Le lieu est connu au Moyen Âge sous le nom de Castrum Kastellare.

## Politique et administration

### Liste des maires

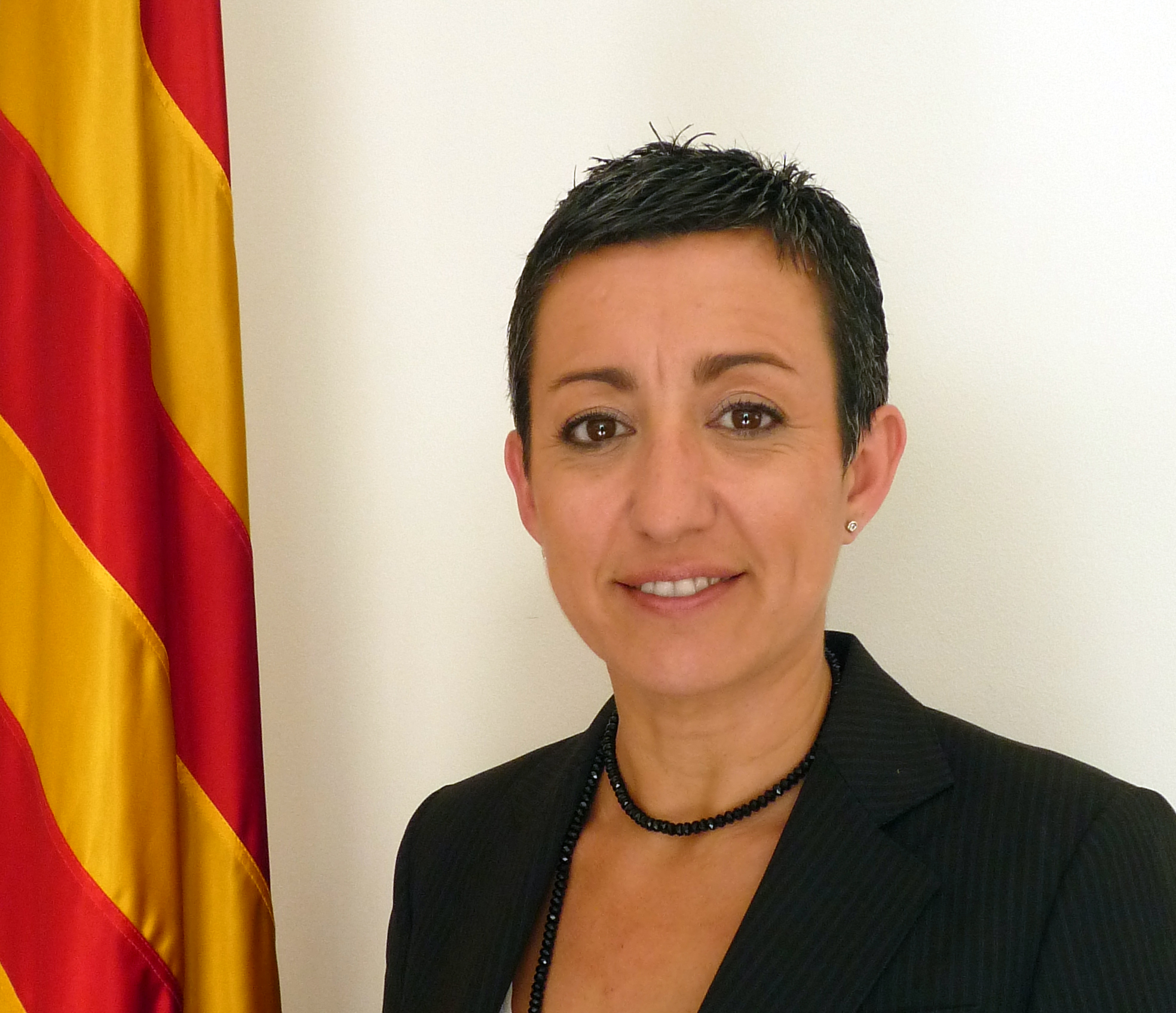
Montserrat Gatell Pérez

| Période | Période  | Identité                     | Étiquette | Qualité                                      |
| ------- | -------- | ---------------------------- | --------- | -------------------------------------------- |
| 1979    | 1986     | Miquel Pont Alguersuari      | CiU       |                                              |
| 1986    | 1987     | Josep Arderius Casanovas     | CiU       |                                              |
| 1987    | 1992     | Albert Antonell Ribatallada  | CiU       |                                              |
| 1992    | 2004     | Lluís Maria Corominas i Díaz | CiU       | député au Parlement de Catalogne depuis 2003 |
| 2004    | 2007     | Montserrat Gatell Pérez      | CiU       |                                              |
| 2007    | En cours | Ignasi Giménez Renom         | PSC       |                                              |

### Jumelages
- Carcassonne, Aude,  France
- Castellar de n'Hug, Catalogne,  Espagne
- Castellar del Riu, Catalogne,  Espagne
- Castellar de la Ribera, catalogne,  Espagne
- Lahiguera (Andalousie),  Espagne

## Population et société

### Démographie
En 2012, Castellar del Vallès est la 56e commune la plus peuplée de Catalogne.

## Culture locale et patrimoine

### Lieux et monuments

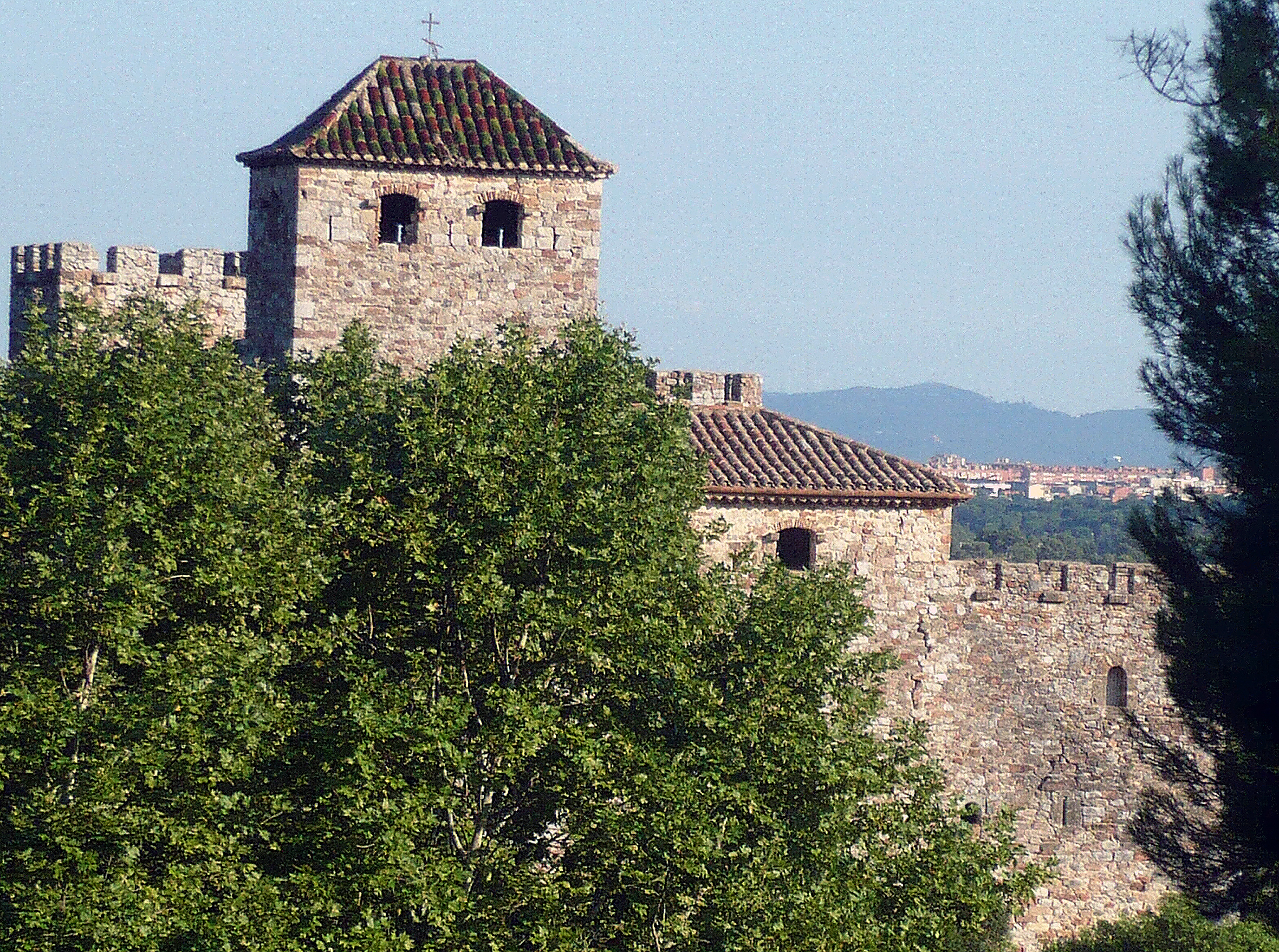
Le château de Clasquerí

- L'église Sant Esteve de Castellar del Vallès, construite entre 1885 et 1892 dans un style néogothique ;
- L'église San Feliu del Racó, en partie romane et remaniée au XVIIIe siècle puis en 1819 ;
- L'église Sant Esteve de Castellar vell, ancienne église paroissiale d'époques préromane et romane ;
- Le palais Tolrà (ou maison Tolrà), résidence construite au XIXe siècle par l'architecte Emili Sala i Cortés ;
- Le château de Clasquerí, d'époque médiévale.

### Personnalités liées à la commune
- Gabriel Mora (1925-) : écrivain né à Castellar del Vallès.